# Viane (Tarn)
Viane település Franciaországban, Tarn megyében. Lakosainak száma 531 fő (2022. január 1.). Viane Berlats, Lacapelle-Escroux, Espérausses, Gijounet, Lacaune, Lacaze, Le Masnau-Massuguiès, Saint-Salvi-de-Carcavès és Senaux községekkel határos.

## Népesség
A település népessége az elmúlt években az alábbi módon változott:
| Lakosok száma | 549  | 542  | 582  | 534  | 530  | 531  | 533  | 533  | 531  |
|               | 2013 | 2015 | 2016 | 2017 | 2018 | 2019 | 2020 | 2021 | 2022 |